# Пайтоне
Пайто̀не (на италиански: Paitone, на източноломбардски: Paitù, Пайту) е село и община в Северна Италия, провинция Бреша, регион Ломбардия. Разположено е на 177 m надморска височина. Населението на общината е 2153 души (към 2013 г.).